# Хронологическая таблица
Хронология (от др.-греч. χρόνος — «время» и λόγος — «слово, учение») — наука об измерении времени, устанавливающая последовательность событий.  Она является фундаментальным инструментом в различных областях знаний, от исторических исследований и археологии, до астрономии, геологии и других наук, изучающих время и процессы, разворачивающиеся в его рамках.  Данная статья представляет собой обзор основных хронологических систем и методов, применяемых для датировки событий в различных временных масштабах — от возраста Вселенной до исторической эпохи.

## Методы датирования
Хронология опирается на различные методы датирования, выбор которых зависит от временного масштаба и природы исследуемых объектов.
- Радиометрические методы:  Для определения возраста геологических объектов и доисторических артефактов используются радиометрические методы, основанные на распаде радиоактивных изотопов.  Радиоуглеродный анализ эффективен для датировки органических материалов возрастом до 50 тысяч лет назад[1].  Для более древних образцов применяются уран-свинцовый метод, калий-аргоновый метод и другие методы[2].  Важно отметить, что радиометрические методы постоянно совершенствуются, и новые исследования позволяют уточнять датировки и расширять границы их применимости.
- Астрономические методы:  Изучение циклических астрономических явлений, таких как солнечные и лунные затмения, позволяет датировать исторические события, зафиксированные в древних текстах[3].  Астрономические данные служат важным инструментом для верификации и уточнения хронологических шкал, особенно для периодов древних цивилизаций.
- Письменные источники и артефакты:  Для исторической хронологии ключевое значение имеют письменные источники, археологические артефакты и дендрохронология (датирование по годичным кольцам деревьев).  Анализ этих данных в совокупности позволяет создавать детальные хронологии исторических периодов, особенно для последних тысячелетий.

## Космологическая хронология
Возраст Вселенной, согласно современным научным данным, является отправной точкой для самой широкой хронологической перспективы.
Согласно современным общепринятым представлениям, возраст Вселенной оценивается не менее чем в 13,8 млрд лет.  Эта оценка основана на данных космической обсерватории «Планк» и других астрономических наблюдениях, анализирующих реликтовое излучение и расширение Вселенной.  Изучение хронологии Большого взрыва позволяет понять последовательность ключевых этапов в развитии Вселенной, от её ранних моментов до формирования галактик и звёзд.

## Геологическая хронология
Возраст Земли — примерно 4,54 ± 0,05 млрд лет.  Для геологических и доисторических периодов используется геохронологическая шкала, основанная на радиометрических методах датирования и стратиграфических принципах.  Геохронологическая шкала разделяет историю Земли на эоны, эры, периоды и эпохи, отражая основные этапы геологической и биологической эволюции планеты.  Изучение геологической хронологии позволяет понять длительные процессы формирования земной коры, климата, а также эволюции жизни на Земле.

## Историческая хронология
В исторической хронологии наиболее распространена Христианская эра («наша эра» — с момента, традиционно считающегося годом рождения Иисуса Христа).  Важно подчеркнуть, что в христианской хронологии отсутствует «нулевой год»; 1 год нашей эры следует непосредственно за 1 годом до нашей эры.  Это связано с историческими особенностями формирования данной системы летоисчисления.  Отсутствие нулевого года следует учитывать при исторических расчетах и сопоставлении дат до и после нашей эры.
Христианская эра получила широкое распространение и является стандартом в большинстве стран мира для гражданского летоисчисления.  Однако, существуют и другие системы летоисчисления, такие как исламская эра (от Хиджры), еврейская эра и другие, каждая из которых имеет свою точку отсчета и историческое значение.  Изучение различных систем летоисчисления позволяет лучше понять культурное и историческое разнообразие подходов к измерению времени.
Степень достоверности датировок исторических событий зависит от периода и доступных методов.  По данным письменных источников, для сравнительно поздних периодов, возможно определение дат с точностью до года. Астрономические явления, такие как солнечные затмения, зафиксированные в древних текстах, позволяют уточнять датировки исторических событий.
При использовании радиоуглеродного анализа даты часто указываются как «XXX лет назад» (например, «30 лет назад»), где точкой отсчёта является 1950 год нашей эры — год, принятый за стандартную точку отсчёта в радиоуглеродном датировании.  Для получения календарной даты необходимо использовать калибровочные таблицы и программы, учитывающие изменения концентрации в атмосфере с течением времени.

## Хронология до появления человечества
- Хронология Большого взрыва
- Геохронологическая шкала
- Хронология эволюции
- Хронология естественной истории

## Хронология палеолита
- Хронология раннего палеолита (3 000 000—300 000 лет назад)
- Хронология среднего палеолита (300 000—50 000 лет назад)
- Хронология позднего палеолита (50 000—13 000 лет назад)

## Хронологическая таблица тысячелетий и веков
| Тысячелетие   | Век (до н. э.)                           | Век (до н. э.)    | Век (до н. э.)               | Век (до н. э.)               | Век (до н. э.)                  | Век (до н. э.)          | Век (до н. э.)            | Век (до н. э.)            | Век (до н. э.)               | Век (до н. э.)                          |
| ------------- | ---------------------------------------- | ----------------- | ---------------------------- | ---------------------------- | ------------------------------- | ----------------------- | ------------------------- | ------------------------- | ---------------------------- | --------------------------------------- |
| 12-е до н. э. | CXX (окончание плейстоцен),              | CXIX              | CXVIII                       | CXVII                        | CXVI                            | CXV век до н. э.        | CXIV                      | CXIII                     | CXII                         | CXI                                     |
| 11-е до н. э. | CX                                       | CIX               | CVIII                        | CVII                         | CVI век до н. э.                | CV век до н. э.         | CIV                       | CIII                      | CII                          | CI                                      |
| 10-е до н. э. | C век до н. э. (Неолитическая революция) | XCIX              | XCVIII                       | XCVII                        | XCVI                            | XCV                     | XCIV                      | XCIII                     | XCII                         | XCI                                     |
| 9-е до н. э.  | XC                                       | LXXXIX            | LXXXVIII век до н. э.        | LXXXVII                      | LXXXVI век до н. э.             | LXXXV век до н. э.      | LXXXIV                    | LXXXIII век до н. э.      | LXXXII                       | LXXXI век до н. э.                      |
| 8-е до н. э.  | LXXX век до н. э.                        | LXXIX             | LXXVIII                      | LXXVII                       | LXXVI век до н. э.              | LXXV век до н. э.       | LXXIV                     | LXXIII                    | LXXII век до н. э.           | LXXI                                    |
| 7-е до н. э.  | LXX век до н. э.                         | LXIX век до н. э. | LXVIII век до н. э.          | LXVII век до н. э.           | LXVI век до н. э.               | LXV век до н. э.        | LXIV век до н. э.         | LXIII век до н. э.        | LXII век до н. э.            | LXI                                     |
| 6-е до н. э.  | LX век до н. э.                          | LIX               | LVIII век до н. э.           | LVII век до н. э.            | LVI                             | LV век до н. э.         | LIV век до н. э.          | LIII                      | LII век до н. э.             | LI                                      |
| 5-е до н. э.  | L век до н. э.                           | XLIX век до н. э. | XLVIII век до н. э.          | XLVII век до н. э.           | XLVI век до н. э.               | XLV век до н. э.        | XLIV век до н. э.         | XLIII век до н. э.        | XLII                         | XLI                                     |
| 4-е до н. э.  | XL (Шумерская цивилизация)               | XXXIX             | XXXVIII                      | XXXVII                       | XXXVI                           | XXXV                    | XXXIV                     | XXXIII                    | XXXII                        | XXXI                                    |
| 3-е до н. э.  | XXX (Раннее царство Египта)              | XXIX              | XXVIII                       | XXVII                        | XXVI                            | XXV                     | XXIV                      | XXIII                     | XXII                         | XXI                                     |
| 2-е до н. э.  | XX (Минойская цивилизация)               | XIX               | XVIII                        | XVII                         | XVI                             | XV                      | XIV                       | XIII                      | XII                          | XI                                      |
| 1-е до н. э.  | X (Греческая архаика)                    | IX                | VIII                         | VII                          | VI                              | V (Классическая Греция) | IV (Эллинизм)             | III                       | II                           | I (Римская республика и ранняя империя) |
| Тысячелетие   | Век (н. э.)                              | Век (н. э.)       | Век (н. э.)                  | Век (н. э.)                  | Век (н. э.)                     | Век (н. э.)             | Век (н. э.)               | Век (н. э.)               | Век (н. э.)                  | Век (н. э.)                             |
| 1-е н. э.     | I (Ранняя Римская империя)               | II                | III (Кризис III века)        | IV (Поздняя Римская империя) | V (Великое переселение народов) | VI                      | VII (Арабские завоевания) | VIII                      | IX                           | X (Викинги)                             |
| 2-е н. э.     | XI (Крестовые походы)                    | XII               | XIII (Монгольское нашествие) | XIV (Чёрная смерть)          | XV (Раннее Возрождение)         | XVI (Реформация)        | XVII (Научная революция)  | XVIII (Эпоха Просвещения) | XIX (Промышленная революция) | XX (Мировые войны, Космическая эра)     |
| 3-е н. э.     | XXI (Информационная эра, Глобализация)   | XXII              | XXIII                        | XXIV                         | XXV                             | XXVI                    | XXVII                     | XXVIII                    | XXIX                         | XXX                                     |

- 4-е тысячелетие н. э.
- 5-е тысячелетие н. э.
- 6-е тысячелетие н. э.
- 7-е тысячелетие н. э.
- 8-е тысячелетие н. э.
- 9-е тысячелетие н. э.
- 10-е тысячелетие н. э.